# قلب گرفتار
قلب گرفتار (انگلیسی: The Captive Heart) فیلمی بریتانیایی در سبک درام به کارگردانی بازیل دیردن است که در سال ۱۹۴۶ منتشر شد. از بازیگران آن می‌توان به مایکل ردگریو و گوردون جکسون اشاره کرد.